# Johan Hegg
Johan Hans Hegg (Stockholm, Švedska, 29. travnja 1973.) švedski je pjevač i glazbenik. Najpoznatiji je kao pjevač sastava Amon Amarth.

## Životopis
Godine 1991. Hegg se pridružio sastavu Scum koji je 1992. promijenio ime u Amon Amarth. Godine 1998. objavljen je prvi studijski album sastava Once Sent from the Golden Hall. Uz Tedom Lundströmom i Olaviom Mikkonenom jedini je član sastava koji se pojavio na svim albumima. Glavni je tekstopisac sastava. Amon Amarth je dodans jedan od najpoznatijih sastava death metala.
Oženjen je, a godine 2014. igrao je u filmu Northmen: A Viking Saga.

## Diskografija
Amon Amarth
- Once Sent from the Golden Hall (1998.)
- The Avenger (1999.)
- The Crusher (2001.)
- Versus the World (2002.)
- Fate of Norns (2004.)
- With Oden on Our Side (2006.)
- Twilight of the Thunder God (2008.)
- Surtur Rising (2011.)
- Deceiver of the Gods  (2013.)
- Jomsviking (2016.)
- Berserker (2019.)